# Овручский полк
Овручский полк — войсковая единица Войска Запорожского, созданная в окрестностях города Овруч. Полк был чисто военным формированием.

## История
Овручский полк был основан летом 1648 года. После Зборовского мира 1649 года полк был упразднен, а Овручская сотня из 119 казаков вошла в состав Киевского полка. В 1657 году полк был восстановлен гетманом Иваном Выговским. В третий раз полк восстановил гетман Юрий Хмельницкий после подписания Слободищенского трактата. Окончательно полк был ликвидирован после Андрусовского перемирия в 1667 году.

## Полковники
Реестр полковников Овручского полка:
1. Микулич, Илья (1648)
2. Натальчич, Иосиф (апрель 1649)
3. Бруяка, Яков (июнь-июль 1649)
4. Выговский, Василий (1657-1658)
5. Кондратенко, Кость - наказной полковник в 1659.
6. Васильковский, Пётр (1662)
7. Децик, Децько Васильевич (1665)